# Karolina Skog
Karolina Maria Skog (nacida Algotsson, 30 de marzo de 1976) es una política sueca que sirvió como ministra de Medio Ambiente entre el 25 de mayo de 2016 y el 21 de enero de 2019. Es miembro del Partido Verde y se desempeñó como Comisionado del Municipio de Malmö desde 2010 hasta 2016, cuando fue nombrada ministra del Gobierno.